# Urometr
Urometr – przyrząd wykorzystywany w diagnostyce medycznej służący do określania gęstości (ciężaru właściwego moczu. Urometr jest densymetrem szklanym areometrem o parametrach:
- zakres – 1,000 - 1,030 g/cm³, podziałka – 0,001 - 0,002 g/cm³,
- zakres – 1,030 - 1,060 g/cm³, podziałka – 0,001 - 0,002 g/cm³.

Przeczytaj ostrzeżenie dotyczące informacji medycznych i pokrewnych zamieszczonych w Wikipedii.